# Catharina van Zweden (1539-1610)

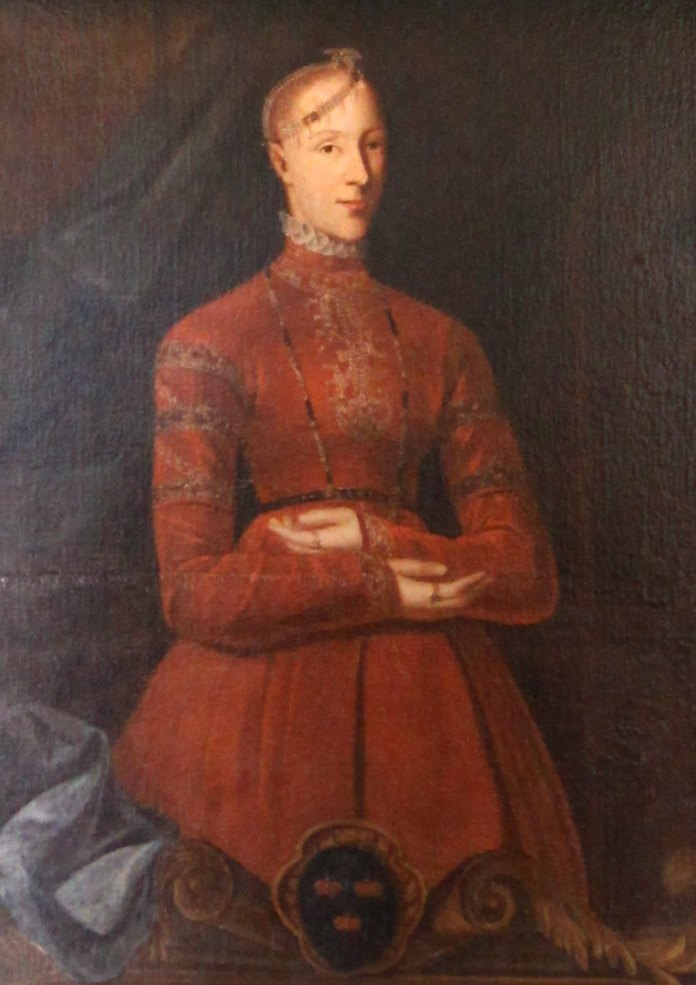
Catharina van Zweden.

Catharina van Zweden (Stockholm, 6 juni 1539 - Berum, 21 december 1610) was een Zweedse prinses uit het huis Wasa en via haar huwelijk van 1559 tot 1599 gravin van Oost-Friesland.

## Levensloop
Catharina was de oudste dochter van koning Gustaaf I van Zweden uit diens tweede huwelijk met Margaretha Leijonhufvud. Ze kreeg een zorgvuldige en zeer christelijke opvoeding.
Haar vader had Zweden in 1523 van de Deense heerschappij bevrijd en was vastbesloten om Zweden te verlossen van de nog altijd grote afhankelijkheid van Denemarken, dat de toegang van Zweden tot de oceanen op verregaande manieren belemmerde. Daarom richtte hij zijn blik onder andere op het graafschap Oost-Friesland, dat hij zag als een buitenlands bastion waar de Deense invloed ver weg was. Vooral in de havenstad Emden toonde hij grote interesse en in 1556 bood hij de plaatselijke heersers van het huis Cirksena een handelsverdrag aan. Om het aanbod te verstevigen stelde hij ook voor om zijn oudste dochter Catharina uit te huwelijken aan landsheer Edzard II (1532-1599). Edzard bleef maar talmen in de huwelijksonderhandelingen en stelde het huwelijk steeds weer uit. De koning beschouwde dat als een belediging en schreef meerdere woedende brieven aan het Oost-Friese hof. Uiteindelijk ging Edzard II akkoord met de bruiloft.
Na het huwelijk van Catharina en Edzard II kwam het tot een schandaal dat de geschiedenis zou ingaan als de Vadstena-affaire. Edzard was naar de bruiloft op 1 oktober 1559 in Stockholm gereisd in het gezelschap van zijn broer Johan II. De broers bleven na de plechtigheid verschillende maanden in Zweden en op Kerstmis brachten ze de nacht door in het Slot van Vadstena. Daar ging Johan II in op de avances van Catharina's zus Cecilia. Vertrouwelingen van dier halfbroer kroonprins Erik betrapten hen al vrijend in de slaapkamer van Cecilia. Erik, die zich door zijn vader onderdrukt voelde, gebruikte de gelegenheid om zijn vader te kwetsen en maakte de affaire officieel bekend, zonder zich om de reputatie en eer van zijn familie te bekommeren. De arrestatie van Johan maakte het schandaal compleet, dat niet alleen de betrekkingen tussen Zweden en Oost-Friesland schaadde, maar ook in heel Europa opzien baarde. Omdat Gustaaf I als stichter van een nieuwe dynastie veel belang hechtte aan familie-eer, plaatste hij Edzard enige maanden onder huisarrest en liet hij Johan in de kerker gooien. Die laatste dreigde zelfs de doodstraf te krijgen. Talrijke diplomatieke pogingen van Anna van Oldenburg, de moeder van Edzard en Johan, om haar zonen vrij te krijgen, bleven zonder gevolg. Uiteindelijk werd het leven van Johan gered dankzij de bemoeienissen van vele belangrijke personen, onder wie koningin Elizabeth I van Engeland. Volgens berichten uit die tijd zou Johan als straf ontmand zijn. In ieder geval bleef hij ongehuwd en kinderloos.
Edzard en Catharina keerden in 1561 terug naar Oost-Friesland. Daar kocht Catharina in 1565 de heerlijkheid Pewsum, voorheen in het bezit van Hoyko Manninga. Op die manier kwam ze ook in het bezit van de Manningaburg en de molen van Pewsum. De koopprijs betaalde Catharina uit haar bruidsschat. De nieuwe eigenares liet de burcht vervolgens prachtig uitbreiden. In Oost-Friesland hield de diepgelovige gravin zich voornamelijk bezig met liefdadigheid: ze liet in Haga een ziekenhuis bouwen, zorgde voor geneesmiddelen en deelde rijkelijk aalmoezen uit. Ook liet ze in Berum een nieuwe kapel bouwen. In haar geloof was ze echter heel intolerant. Als diepgelovigelutherse stond ze erop dat vacante priesterfuncties in Pewsum, Woquard en Loquard — in de overwegende gereformeerde gemeente Krummhörn — enkel door lutherse predikers werden ingevuld. Bovendien kon ze niet verkroppen dat haar echtgenoot de macht moest delen met zijn broer Johan en nam ze dus gepassioneerd deel aan de politieke conflicten in Oost-Friesland.
Catharina gold als heerszuchtig. Toen ze na de dood van haar echtgenoot Edzard II in 1599 de amten Norden en Berum als weduwegoed verwierf, eiste ze van haar zoon Enno III de jurisdictie en het landheerschap over beide gebieden, waarvan ze volgens het huwelijksverdrag met Edzard enkel recht had op de inkomsten. Ze weigerde meermaals belastingen te betalen aan haar zoon en de Staten bijeen te roepen. Pas toen haar zoon 200 soldaten naar Berum stuurde, bond ze in.
In december 1610 stierf ze op 71-jarige leeftijd op Borg Berum.

## Nakomelingen
Catharina en haar echtgenoot Edzard II kregen tien kinderen:
- Margaretha (1560-1588)
- Anna (1562-1621), huwde eerst in 1583 met keurvorst van Lodewijk VI van de Palts, daarna in 1585 met markgraaf Ernst Frederik van Baden-Durlach en ten slotte in 1617 met hertog Julius Hendrik van Saksen-Lauenburg
- Enno III (1563-1625), graaf van Oost-Friesland
- Johan III (1566-1625), graaf van Rietberg
- Christoph (1569-1636), huwde in 1613 met Lambertine van Ligny
- Edzard (1571-1572)
- Elisabeth (1572-1573)
- Sophia (1574-1630)
- Karel Otto (1577-1603)
- Maria (1582-1616), huwde in 1614 met Julius Ernst van Brunswijk-Dannenberg.

## Kwartierstaat
| Johan Kristiernsson Vasa (ca. 1426-1477) | Johan Kristiernsson Vasa (ca. 1426-1477) | Johan Kristiernsson Vasa (ca. 1426-1477) | Johan Kristiernsson Vasa (ca. 1426-1477) | Johan Kristiernsson Vasa (ca. 1426-1477) | Johan Kristiernsson Vasa (ca. 1426-1477) | Birgitta Gustavsdotter Sture (overleden in 1472) | Birgitta Gustavsdotter Sture (overleden in 1472) | Birgitta Gustavsdotter Sture (overleden in 1472) | Birgitta Gustavsdotter Sture (overleden in 1472) | Birgitta Gustavsdotter Sture (overleden in 1472) | Birgitta Gustavsdotter Sture (overleden in 1472) |                                  |                                  | Måns Karlsson Eka (waarschijnlijk overleden in 1487) | Måns Karlsson Eka (waarschijnlijk overleden in 1487) | Måns Karlsson Eka (waarschijnlijk overleden in 1487) | Måns Karlsson Eka (waarschijnlijk overleden in 1487) | Måns Karlsson Eka (waarschijnlijk overleden in 1487) | Måns Karlsson Eka (waarschijnlijk overleden in 1487) | Sigrid Eskilsdotter Banér (overleden in 1527) | Sigrid Eskilsdotter Banér (overleden in 1527) | Sigrid Eskilsdotter Banér (overleden in 1527) | Sigrid Eskilsdotter Banér (overleden in 1527) | Sigrid Eskilsdotter Banér (overleden in 1527) | Sigrid Eskilsdotter Banér (overleden in 1527) |                             |                             | Abraham Kristiernsson Leijonhufvud (overleden in 1499) | Abraham Kristiernsson Leijonhufvud (overleden in 1499) | Abraham Kristiernsson Leijonhufvud (overleden in 1499) | Abraham Kristiernsson Leijonhufvud (overleden in 1499) | Abraham Kristiernsson Leijonhufvud (overleden in 1499) | Abraham Kristiernsson Leijonhufvud (overleden in 1499) | Birgitta Månsdotter (1491-1549)                   | Birgitta Månsdotter (1491-1549)                   | Birgitta Månsdotter (1491-1549)                   | Birgitta Månsdotter (1491-1549)                   | Birgitta Månsdotter (1491-1549)     | Birgitta Månsdotter (1491-1549)     |                                     |                                     | Erik Karlsson Vasa (1436-1491)      | Erik Karlsson Vasa (1436-1491)      | Erik Karlsson Vasa (1436-1491)        | Erik Karlsson Vasa (1436-1491)        | Erik Karlsson Vasa (1436-1491)        | Erik Karlsson Vasa (1436-1491)        | Anna Karlsdotter (overleden in 1552)  | Anna Karlsdotter (overleden in 1552)  | Anna Karlsdotter (overleden in 1552) | Anna Karlsdotter (overleden in 1552) | Anna Karlsdotter (overleden in 1552) | Anna Karlsdotter (overleden in 1552) |  |  |  |  |  |  |  |  |  |  |  |  |  |  |  |  |  |  |  |  |  |  |  |  |  |  |  |  |  |  |  |  |  |  |  |  |  |  |  |  |  |  |  |  |  |  |  |  |
| Johan Kristiernsson Vasa (ca. 1426-1477) | Johan Kristiernsson Vasa (ca. 1426-1477) | Johan Kristiernsson Vasa (ca. 1426-1477) | Johan Kristiernsson Vasa (ca. 1426-1477) | Johan Kristiernsson Vasa (ca. 1426-1477) | Johan Kristiernsson Vasa (ca. 1426-1477) | Birgitta Gustavsdotter Sture (overleden in 1472) | Birgitta Gustavsdotter Sture (overleden in 1472) | Birgitta Gustavsdotter Sture (overleden in 1472) | Birgitta Gustavsdotter Sture (overleden in 1472) | Birgitta Gustavsdotter Sture (overleden in 1472) | Birgitta Gustavsdotter Sture (overleden in 1472) |                                  |                                  | Måns Karlsson Eka (waarschijnlijk overleden in 1487) | Måns Karlsson Eka (waarschijnlijk overleden in 1487) | Måns Karlsson Eka (waarschijnlijk overleden in 1487) | Måns Karlsson Eka (waarschijnlijk overleden in 1487) | Måns Karlsson Eka (waarschijnlijk overleden in 1487) | Måns Karlsson Eka (waarschijnlijk overleden in 1487) | Sigrid Eskilsdotter Banér (overleden in 1527) | Sigrid Eskilsdotter Banér (overleden in 1527) | Sigrid Eskilsdotter Banér (overleden in 1527) | Sigrid Eskilsdotter Banér (overleden in 1527) | Sigrid Eskilsdotter Banér (overleden in 1527) | Sigrid Eskilsdotter Banér (overleden in 1527) |                             |                             | Abraham Kristiernsson Leijonhufvud (overleden in 1499) | Abraham Kristiernsson Leijonhufvud (overleden in 1499) | Abraham Kristiernsson Leijonhufvud (overleden in 1499) | Abraham Kristiernsson Leijonhufvud (overleden in 1499) | Abraham Kristiernsson Leijonhufvud (overleden in 1499) | Abraham Kristiernsson Leijonhufvud (overleden in 1499) | Birgitta Månsdotter (1491-1549)                   | Birgitta Månsdotter (1491-1549)                   | Birgitta Månsdotter (1491-1549)                   | Birgitta Månsdotter (1491-1549)                   | Birgitta Månsdotter (1491-1549)     | Birgitta Månsdotter (1491-1549)     |                                     |                                     | Erik Karlsson Vasa (1436-1491)      | Erik Karlsson Vasa (1436-1491)      | Erik Karlsson Vasa (1436-1491)        | Erik Karlsson Vasa (1436-1491)        | Erik Karlsson Vasa (1436-1491)        | Erik Karlsson Vasa (1436-1491)        | Anna Karlsdotter (overleden in 1552)  | Anna Karlsdotter (overleden in 1552)  | Anna Karlsdotter (overleden in 1552) | Anna Karlsdotter (overleden in 1552) | Anna Karlsdotter (overleden in 1552) | Anna Karlsdotter (overleden in 1552) |  |  |  |  |  |  |  |  |  |  |  |  |  |  |  |  |  |  |  |  |  |  |  |  |  |  |  |  |  |  |  |  |  |  |  |  |  |  |  |  |  |  |  |  |  |  |  |  |
|                                          |                                          |                                          |                                          |                                          |                                          |                                                  |                                                  |                                                  |                                                  |                                                  |                                                  |                                  |                                  |                                                      |                                                      |                                                      |                                                      |                                                      |                                                      |                                               |                                               |                                               |                                               |                                               |                                               |                             |                             |                                                        |                                                        |                                                        |                                                        |                                                        |                                                        |                                                   |                                                   |                                                   |                                                   |                                     |                                     |                                     |                                     |                                     |                                     |                                       |                                       |                                       |                                       |                                       |                                       |                                      |                                      |                                      |                                      |  |  |  |  |  |  |  |  |  |  |  |  |  |  |  |  |  |  |  |  |  |  |  |  |  |  |  |  |  |  |  |  |  |  |  |  |  |  |  |  |  |  |  |  |  |  |  |  |
|                                          |                                          |                                          |                                          | Erik Johansson (ca. 1470-1520)           | Erik Johansson (ca. 1470-1520)           | Erik Johansson (ca. 1470-1520)                   | Erik Johansson (ca. 1470-1520)                   | Erik Johansson (ca. 1470-1520)                   | Erik Johansson (ca. 1470-1520)                   |                                                  |                                                  |                                  |                                  |                                                      |                                                      | Cecilia Månsdotter Eka (ca. 1476-1523)               | Cecilia Månsdotter Eka (ca. 1476-1523)               | Cecilia Månsdotter Eka (ca. 1476-1523)               | Cecilia Månsdotter Eka (ca. 1476-1523)               | Cecilia Månsdotter Eka (ca. 1476-1523)        | Cecilia Månsdotter Eka (ca. 1476-1523)        |                                               |                                               |                                               |                                               |                             |                             |                                                        |                                                        |                                                        |                                                        | Erik Abrahamsson Leijonhufvud (overleden in 1520)      | Erik Abrahamsson Leijonhufvud (overleden in 1520)      | Erik Abrahamsson Leijonhufvud (overleden in 1520) | Erik Abrahamsson Leijonhufvud (overleden in 1520) | Erik Abrahamsson Leijonhufvud (overleden in 1520) | Erik Abrahamsson Leijonhufvud (overleden in 1520) |                                     |                                     |                                     |                                     |                                     |                                     | Ebba Eriksdotter Vasa (ca. 1490-1549) | Ebba Eriksdotter Vasa (ca. 1490-1549) | Ebba Eriksdotter Vasa (ca. 1490-1549) | Ebba Eriksdotter Vasa (ca. 1490-1549) | Ebba Eriksdotter Vasa (ca. 1490-1549) | Ebba Eriksdotter Vasa (ca. 1490-1549) |                                      |                                      |                                      |                                      |  |  |  |  |  |  |  |  |  |  |  |  |  |  |  |  |  |  |  |  |  |  |  |  |  |  |  |  |  |  |  |  |  |  |  |  |  |  |  |  |  |  |  |  |  |  |  |  |
|                                          |                                          |                                          |                                          | Erik Johansson (ca. 1470-1520)           | Erik Johansson (ca. 1470-1520)           | Erik Johansson (ca. 1470-1520)                   | Erik Johansson (ca. 1470-1520)                   | Erik Johansson (ca. 1470-1520)                   | Erik Johansson (ca. 1470-1520)                   |                                                  |                                                  |                                  |                                  |                                                      |                                                      | Cecilia Månsdotter Eka (ca. 1476-1523)               | Cecilia Månsdotter Eka (ca. 1476-1523)               | Cecilia Månsdotter Eka (ca. 1476-1523)               | Cecilia Månsdotter Eka (ca. 1476-1523)               | Cecilia Månsdotter Eka (ca. 1476-1523)        | Cecilia Månsdotter Eka (ca. 1476-1523)        |                                               |                                               |                                               |                                               |                             |                             |                                                        |                                                        |                                                        |                                                        | Erik Abrahamsson Leijonhufvud (overleden in 1520)      | Erik Abrahamsson Leijonhufvud (overleden in 1520)      | Erik Abrahamsson Leijonhufvud (overleden in 1520) | Erik Abrahamsson Leijonhufvud (overleden in 1520) | Erik Abrahamsson Leijonhufvud (overleden in 1520) | Erik Abrahamsson Leijonhufvud (overleden in 1520) |                                     |                                     |                                     |                                     |                                     |                                     | Ebba Eriksdotter Vasa (ca. 1490-1549) | Ebba Eriksdotter Vasa (ca. 1490-1549) | Ebba Eriksdotter Vasa (ca. 1490-1549) | Ebba Eriksdotter Vasa (ca. 1490-1549) | Ebba Eriksdotter Vasa (ca. 1490-1549) | Ebba Eriksdotter Vasa (ca. 1490-1549) |                                      |                                      |                                      |                                      |  |  |  |  |  |  |  |  |  |  |  |  |  |  |  |  |  |  |  |  |  |  |  |  |  |  |  |  |  |  |  |  |  |  |  |  |  |  |  |  |  |  |  |  |  |  |  |  |
|                                          |                                          |                                          |                                          |                                          |                                          |                                                  |                                                  |                                                  |                                                  | Gustaaf I van Zweden (1496-1560)                 | Gustaaf I van Zweden (1496-1560)                 | Gustaaf I van Zweden (1496-1560) | Gustaaf I van Zweden (1496-1560) | Gustaaf I van Zweden (1496-1560)                     | Gustaaf I van Zweden (1496-1560)                     |                                                      |                                                      |                                                      |                                                      |                                               |                                               |                                               |                                               |                                               |                                               |                             |                             |                                                        |                                                        |                                                        |                                                        |                                                        |                                                        |                                                   |                                                   |                                                   |                                                   | Margaretha Leijonhufvud (1516-1551) | Margaretha Leijonhufvud (1516-1551) | Margaretha Leijonhufvud (1516-1551) | Margaretha Leijonhufvud (1516-1551) | Margaretha Leijonhufvud (1516-1551) | Margaretha Leijonhufvud (1516-1551) |                                       |                                       |                                       |                                       |                                       |                                       |                                      |                                      |                                      |                                      |  |  |  |  |  |  |  |  |  |  |  |  |  |  |  |  |  |  |  |  |  |  |  |  |  |  |  |  |  |  |  |  |  |  |  |  |  |  |  |  |  |  |  |  |  |  |  |  |
|                                          |                                          |                                          |                                          |                                          |                                          |                                                  |                                                  |                                                  |                                                  | Gustaaf I van Zweden (1496-1560)                 | Gustaaf I van Zweden (1496-1560)                 | Gustaaf I van Zweden (1496-1560) | Gustaaf I van Zweden (1496-1560) | Gustaaf I van Zweden (1496-1560)                     | Gustaaf I van Zweden (1496-1560)                     |                                                      |                                                      |                                                      |                                                      |                                               |                                               |                                               |                                               |                                               |                                               |                             |                             |                                                        |                                                        |                                                        |                                                        |                                                        |                                                        |                                                   |                                                   |                                                   |                                                   | Margaretha Leijonhufvud (1516-1551) | Margaretha Leijonhufvud (1516-1551) | Margaretha Leijonhufvud (1516-1551) | Margaretha Leijonhufvud (1516-1551) | Margaretha Leijonhufvud (1516-1551) | Margaretha Leijonhufvud (1516-1551) |                                       |                                       |                                       |                                       |                                       |                                       |                                      |                                      |                                      |                                      |  |  |  |  |  |  |  |  |  |  |  |  |  |  |  |  |  |  |  |  |  |  |  |  |  |  |  |  |  |  |  |  |  |  |  |  |  |  |  |  |  |  |  |  |  |  |  |  |
|                                          |                                          |                                          |                                          |                                          |                                          |                                                  |                                                  |                                                  |                                                  |                                                  |                                                  |                                  |                                  |                                                      |                                                      |                                                      |                                                      |                                                      |                                                      |                                               |                                               |                                               |                                               |                                               |                                               |                             |                             |                                                        |                                                        |                                                        |                                                        |                                                        |                                                        |                                                   |                                                   |                                                   |                                                   |                                     |                                     |                                     |                                     |                                     |                                     |                                       |                                       |                                       |                                       |                                       |                                       |                                      |                                      |                                      |                                      |  |  |  |  |  |  |  |  |  |  |  |  |  |  |  |  |  |  |  |  |  |  |  |  |  |  |  |  |  |  |  |  |  |  |  |  |  |  |  |  |  |  |  |  |  |  |  |  |
|                                          |                                          |                                          |                                          |                                          |                                          |                                                  |                                                  |                                                  |                                                  |                                                  |                                                  |                                  |                                  |                                                      |                                                      |                                                      |                                                      |                                                      |                                                      |                                               |                                               |                                               |                                               |                                               |                                               |                             |                             |                                                        |                                                        |                                                        |                                                        |                                                        |                                                        |                                                   |                                                   |                                                   |                                                   |                                     |                                     |                                     |                                     |                                     |                                     |                                       |                                       |                                       |                                       |                                       |                                       |                                      |                                      |                                      |                                      |  |  |  |  |  |  |  |  |  |  |  |  |  |  |  |  |  |  |  |  |  |  |  |  |  |  |  |  |  |  |  |  |  |  |  |  |  |  |  |  |  |  |  |  |  |  |  |  |
| Johan III van Zweden (1537-1592)         | Johan III van Zweden (1537-1592)         | Johan III van Zweden (1537-1592)         | Johan III van Zweden (1537-1592)         | Johan III van Zweden (1537-1592)         | Johan III van Zweden (1537-1592)         |                                                  |                                                  | Catharina van Zweden (1539-1610)                 | Catharina van Zweden (1539-1610)                 | Catharina van Zweden (1539-1610)                 | Catharina van Zweden (1539-1610)                 | Catharina van Zweden (1539-1610) | Catharina van Zweden (1539-1610) |                                                      |                                                      | Cecilia van Zweden (1540-1627)                       | Cecilia van Zweden (1540-1627)                       | Cecilia van Zweden (1540-1627)                       | Cecilia van Zweden (1540-1627)                       | Cecilia van Zweden (1540-1627)                | Cecilia van Zweden (1540-1627)                |                                               |                                               | Anna van Zweden (1545-1610)                   | Anna van Zweden (1545-1610)                   | Anna van Zweden (1545-1610) | Anna van Zweden (1545-1610) | Anna van Zweden (1545-1610)                            | Anna van Zweden (1545-1610)                            |                                                        |                                                        | Elisabeth van Zweden (1549-1597)                       | Elisabeth van Zweden (1549-1597)                       | Elisabeth van Zweden (1549-1597)                  | Elisabeth van Zweden (1549-1597)                  | Elisabeth van Zweden (1549-1597)                  | Elisabeth van Zweden (1549-1597)                  |                                     |                                     | Karel IX van Zweden (1550-1611)     | Karel IX van Zweden (1550-1611)     | Karel IX van Zweden (1550-1611)     | Karel IX van Zweden (1550-1611)     | Karel IX van Zweden (1550-1611)       | Karel IX van Zweden (1550-1611)       |                                       |                                       | ... + 3 broers en 1 zuster            | ... + 3 broers en 1 zuster            | ... + 3 broers en 1 zuster           | ... + 3 broers en 1 zuster           | ... + 3 broers en 1 zuster           | ... + 3 broers en 1 zuster           |  |  |  |  |  |  |  |  |  |  |  |  |  |  |  |  |  |  |  |  |  |  |  |  |  |  |  |  |  |  |  |  |  |  |  |  |  |  |  |  |  |  |  |  |  |  |  |  |

- Gemeinsame Normdatei: 119025655
- International Standard Name Identifier: 0000 0003 8317 370X
- Library of Congress Control Number: n92061419
- LIBRIS: 355121
- Virtual International Authority File: 268995815
- WorldCat: E39PBJhRC3WFr3q9ycmFvmdxXd